# Trifur lotellae
Trifur lotellae är en kräftdjursart som beskrevs av Thomson 1890. Trifur lotellae ingår i släktet Trifur och familjen Pennellidae. Inga underarter finns listade i Catalogue of Life.